# Volo Sudan Airways 109
Il volo Sudan Airways 109 è stato un volo passeggeri internazionale di linea sulla tratta Amman-Damasco-Khartoum, operato con un Airbus A310 dalla compagnia di bandiera del Sudan, Sudan Airways. Il 10 giugno 2008, alle 17:26 UTC circa, l'Airbus A310 si èschiantò in fase di atterraggio all'aeroporto Internazionale di Khartoum, provocando la morte di 30 dei 214 occupanti.
L'inchiesta venne condotta dalla Direzione centrale per le indagini sugli incidenti aerei del Sudan con l'assistenza dell'Ufficio francese di inchiesta e analisi per la sicurezza dell'aviazione civile (BEA). L'indagine concluse che l'incidente era stato causato dalla lunga distanza di flare su una pista bagnata, aggravata dalla mancata attivazione degli autobrake e di uno dei due inversori dei motori dell'Airbus A310. Le pessime condizioni meteorologiche e la mancanza di informazioni sul tempo da parte dell'equipaggio vennero citati come fattori che contributivi. A seguito dell'incidente, la Direzione centrale sudanese per le indagini sugli incidenti aerei emise diverse raccomandazioni, soprattutto per quanto riguarda il miglioramento della formazione e delle infrastrutture dell'aeroporto.

## L'aereo
L'aeromobile coinvolto nell'incidente era un Airbus A310-324, c/n 548, numero di coda ST-ATN, che aveva effettuato il suo volo inaugurale il 23 agosto 1990 come F-WWCV. Dotato di due motori PW4152, venne consegnato nuovo a Singapore Airlines il 22 ottobre 1990 e registrato 9V-STU. Reimmatricolato VT-EVF, vebnne consegnato ad Air India il 10 marzo 2001. L'aereo era stato infine immatricolato ST-ATN e consegnato a Sudan Airways il 1º dicembre 2007. Secondo Airbus, aveva accumulato 52 000 ore di volo in 21 000 cicli.

## L'equipaggio
Il comandante, 60 anni, aveva accumulato 14 180 ore di volo, di cui 3 088 sull'Airbus A310. Il primo ufficiale, 50 anni, aveva accumulato 9 879 ore di volo, di cui 3 347 sull'Airbus A310. 

## L'incidente
Il volo partì da Amman, capitale della Giordania, con destinazione Khartoum, Sudan, e scalo intermedio nella capitale siriana Damasco. L'inversore di spinta del motore numero uno non era funzionante ed era stato inibito, essendo arrivato come tale dal Cairo il giorno precedente, con l'avaria etichettata secondo la Minimum Equipment List (MEL).
I funzionari giordani dichiararono che l'aereo trasportava 34 passeggeri da Amman, mentre a Damasco ne erano stati imbarcati altri 169. Una tempesta di sabbia e una forte pioggia impedirono all'aereo di atterrare a Khartoum e costrinsero l'equipaggio a deviare su Porto Sudan. L'aereo venne poi autorizzato a tornare alla sua destinazione originale.
Mentre il volo si avvicinava a Khartoum, all'equipaggio vennero forniti dettagli sulle condizioni meteorologiche. Il volo 109 ricevette l'autorizzazione dal controllo del traffico aereo e iniziò l'avvicinamento. Il volo atterrò all'aeroporto di Khartoum alle 17:26 UTC, ma uscì di pista e si fermò 215 m oltre la testata. A quel punto scoppiò un incendio sul lato destro dell'aereo.
Poiché l'incendio era scoppiato su quel lato, gli scivoli vennero aperti solo sul lato sinistro. L'incendio, che era riuscito a penetrare nella cabina, venne segnalato come intenso e creò un fumo denso durante l'evacuazione dei passeggeri. Il fumo e l'oscurità notturna ostacolarono il processo di evacuazione, ulteriormente aggravato dai passeggeri in preda al panico, che non vennero minimamente informati sulle procedure di sicurezza. Le comunicazioni tra i membri dell'equipaggio furono inefficaci e i bagagli a mano causarono ulteriori ritardi nel processo di evacuazione. Poiché lo scivolo posteriore sinistro non poteva essere utilizzato a causa dell'altezza dell'aeromobile, i passeggeri dovevano utilizzare lo scivolo centrale o quello anteriore sinistro, causando un ammassamento, durante il quale l'incendio si propagò rapidamente alla fusoliera anteriore e alla cabina di pilotaggio.
L'aeroporto venne immediatamente chiuso a causa dell'incidente e i servizi di soccorso furono inviati sul luogo dell'incidente. Tuttavia, le operazioni di soccorso vennero ostacolate dalla carenza di personale di ricerca e soccorso, dalla mancanza di apparecchiature di comunicazione tra i soccorritori, dalle superfici accidentate intorno al luogo dell'incidente, dalla mancanza di vie d'uscita di emergenza e dalla partecipazione dei veicoli antincendio della protezione civile. All'aeroporto vennero mobilitate diverse ambulanze per trasportare i passeggeri feriti negli ospedali di Khartoum. Un autobus venne utilizzato per trasportare i passeggeri sopravvissuti per essere esaminati.

## Le indagini

### Teorie
Inizialmente vennero formulate diverse teorie. La maggior parte dei sopravvissuti dichiarò che quando l'aereo aveva superato la pista, si era sviluppato immediatamente un incendio sull'ala destra. Confermarono anche che prima dell'atterraggio le condizioni meteorologiche erano avverse. Diverse persone, tra cui la Sudan Airways, attribuirono al maltempo la causa principale dell'incidente.
Tuttavia, diversi funzionari attribuirono la causa dell'incidente a "difetti" dell'aereo. Il direttore dell'aeroporto internazionale di Khartoum Youssef Ibrahim dichiarò che l'incidente era stato causato da un'esplosione del motore destro. Ribadì che l'aereo era atterrato in sicurezza e che i piloti stavano parlando con gli operatori ATC quando era avvenuto l'incidente. Anche diversi sopravvissuti riferirono che si era verificata un'esplosione al motore destro.
Altri sopravvissuti incolparono i piloti per un atterraggio "molto brusco". L'Autorità per l'aviazione civile del Sudan dichiarò che i piloti potrebbero aver causato un atterraggio brusco dell'aereo sulla pista.

### Sequenza degli eventi
Gli investigatori analizzarono diverse scoperte e stabilirono una sequenza di eventi sulla base dei risultati. Questi risultati includevano i dati di entrambi i registratori di volo, i dati meteorologici, le informazioni sulle infrastrutture aeroportuali e i dati raccolti dalla simulazione di volo.
Prima dell'atterraggio del volo 109, l'equipaggio era stato informato sulle condizioni meteorologiche dell'aeroporto. La torre di Khartoum aveva erroneamente segnalato la presenza di un vento contrario all'aerodromo. Quando il volo ottenne l'autorizzazione all'atterraggio, l'equipaggio preparò l'aereo.
Il volo 109 atterrò alle 19:26 ora locale. La velocità indicata era di 140 nodi (260 km/h), mentre la velocità al suolo era di 155 nodi (287 km/h). Ciò indicava che l'aereo era stato colpito da un vento di coda di 15 nodi (28 km/h). L'equipaggio, tuttavia, non se ne rese conto. A causa di ciò, il volo 109 atterrò a circa 850-900 m dalla soglia della pista.
La stessa, descritta come "molto scivolosa", aveva causato una forte riduzione del coefficiente di attrito. Il pilota, tuttavia, decise di non azionare l'autofreno, nonostante il controllore lo avesse informato delle condizioni all'aeroporto. L'Airbus aveva continuato a rollare sulla pista. L'equipaggio decise a un certo punto di attivare l'inversione di spinta. L'inversore di spinta del motore sinistro, disattivato, causò un'asimmetria di potenza e l'aereo iniziò a virare verso destra. Il pilota riuscì a riportare l'aereo sulla linea centrale.
Il comandante frenò quindi a fondo utilizzando entrambi i pedali. Le ruote si bloccarono e l'antislittamento fu disattivato. Il volo 109 superò la pista alla velocità di 76 nodi (141 km/h). L'ala destra colpì alcune antenne e luci di avvicinamento. L'aereo aveva già subito un qualche tipo di perdita di carburante da entrambe le ali. Quando l'aereo colpì alcune strutture al suolo, ciò aggravò perdita. L'incendio scoppiò quando l'aereo si fermò completamente.

### Conclusioni
Gli investigatori giunsero alla conclusione che l'uscita di pista era stata causata da una combinazione di una lungo flare di atterraggio, dalla pista bagnata, dall'atterraggio senza freni automatici e dall'inversore di spinta di sinistra disattivato. L'inversore non funzionante fece virare l'aereo verso destra quando il comandante attivò l'inversione di spinta di entrambi i motori. Al momento dell'incidente erano presenti anche bassa visibilità, pioggia e venti forti. A contribuire al lungo flare in atterraggio era stato il fatto che l'equipaggio era stato erroneamente informato di avere un vento contrario di 7 nodi (13 km/h) per l'atterraggio, mentre in realtà aveva un vento in coda di 15 nodi (28 km/h).